# Spiloprionus
Spiloprionus is een kevergeslacht uit de familie van de boktorren (Cerambycidae). De wetenschappelijke naam van het geslacht werd voor het eerst geldig gepubliceerd in 1897 door Aurivillius.

## Soorten
Spiloprionus is monotypisch en omvat slechts de volgende soort:
- Spiloprionus sericeomaculatus Aurivillius, 1897